# Серьогін Анатолій Юрійович
Анатолій Юрійович Серьогін (нар. 26 березня 1972, Харків, УРСР) — радянський та український футболіст, захисник, по завершенні кар'єри гравця — тренер.

## Кар'єра гравця
Народився в Харкові, вихованець місцевого футболу. Дорослу футбольну кар'єру розпочав у 1990 році в аматорському колективі «Цементник» (Балаклія). У сезоні 1993/94 років виступав в «Авангарді» (Мерефа) з аматорському чемпіонаті України (15 матчів, 1 гол). У першій частині сезону 1994/95 років продовжив виступи в «Авангарді». Зіграв 14 матчі в аматорському чемпіонаті України, а також 2 поєдинки (1 гол) у кубку України. У 1995 році прийняв запрошення «Металіста», у футболці якого дебютував 1 квітня того ж року в програному (0:1) виїзному поєдинку 23-о туру Першої ліги проти нікопольського «Металурга». Анатолій вийшов на поле в стартовому складі, а на 65-й хвилині його замінив Сидоркін. Дебютним голом у футболці харків'ян відзначився 27 травня 1995 року на 47-й хвилині переможного (3:2) домашнього поєдинку 36-о туру Першої ліги проти ужгородського «Закарпаття». Серьогін вийшов на поле в стартовому складі, а на 49-й хвилині його замінив Костянтин Пахомов. У складі «Металіста» у Першій лізі зіграв 73 матчі (2 голи), ще 2 поєдинки провів у кубку України. У сезоні 1995/96 років також захищав кольори аматорського фарм-клубу харків'ян — «Авангарду» (Мерефа).
У 1997 році виїхав за кордон. Спочатку виступав у клубі казахської Вищої ліги «Астана» (7 матчів). Потім перейшов до білоруського клубу «Шахтар» (Солігорськ). У вищому дивізіоні чемпіонату країни зіграв 4 матчі.
Незабаром повернувся до України. В сезоні 1998/99 років зіграв 5 матчів в аматорському чемпіонаті України за харківський «Арсенал». Останнім клубом у кар'єрі гравця для Анатоліся Серьогіна став чугуївський «Старт», який виступав у чемпіонаті Харківської області.

## Кар'єра тренера
По завершенні кар'єри гравця розпочав тренерську діяльність. До середини 2000-х роках тренував дітей у юнацькій школі київського «Арсеналу». З 2009 року по червень 2014 року працював у молодіжній академії харківського «Металіста». З липня 2014 року по 7 липня 2015 року працював з юнацькими та молодіжним командами «Металіста». З лютого 2016 працював у клубі «Геліос-Академія». А в 2018 році в тандемі з Віталієм Комарницьким тренував харківський «Геліос».